# Calcul de structures et modélisation
 (octobre 2008).
Si vous disposez d'ouvrages ou d'articles de référence ou si vous connaissez des sites web de qualité traitant du thème abordé ici, merci de compléter l'article en donnant les références utiles à sa vérifiabilité et en les liant à la section « Notes et références ».
Calcul de structures et modélisation (CSMA, en anglais : Computational Structural Mechanics Association) est une association créée en 1990 pour, développer les liens étroits qui existent dans ce domaine entre les partenaires industriels et les universitaires aux niveaux français et européen.
Le CSMA est affilié, en tant que groupe scientifique et technique (GST), à :
- l'Association française de mécanique[2],
- l'European Community on Computational Methods in Applied Sciences,
- l'International Association for Computational Mechanics.

## Présidents
- Roger OHAYON (Conservatoire national des arts et métiers) ; 1990-1996
- Nguyen QUOC SON (École polytechnique) ; 1996-1999
- Olivier ALLIX (École normale supérieure de Cachan) ; 1999-2001
- Pierre CHAUCHOT (Institut français de recherche pour l'exploitation de la mer) ; 2001-2003
- Olivier ALLIX (École normale supérieure de Cachan) ; 2003-2007
- Alain COMBESCURE (Institut national des sciences appliquées de Lyon) ; 2007-2011
- Francisco CHINESTA (École centrale de Nantes) ; 2012-2020
- David NERON (École normale supérieure Paris-Saclay) ; 2020-2024
- Julien YVONNET (Université Gustave Eiffel); 2024-

## Congrès deGiens
Le CSMA organise tous les deux ans, le Colloque National en Calcul de Structures. Il est organisé par un laboratoire et présidé par une personnalité éminente nommée par le CSMA. Le premier vice-président représente le laboratoire organisateur, le second est issu du monde de l'industrie.
- 1993 : 11-14 mai
  - Organisateur :
  - Président : Michel BERNADOU
  - Vice-Présidents :
- 1995 : 16-19 mai
  - Organisateur :
  - Présidente : Françoise LENE
  - Vice-Présidents : Nguyen QUOC SON
- 1997 : 20-23 mai
  - Organisateur :
  - Président : Jean-Pierre PELLE (École normale supérieure de Cachan)
  - Vice-Présidents :
- 1999 : 18-21 mai
  - Organisateur : (LMA Marseille)
  - Président : Pierre LADEVEZE (École normale supérieure de Cachan)
  - Vice-Présidents : Michel RAOUS, Didier GUEDRA-DEGEORGES (EADS)
- 2001 : 15-18 mai
  - Organisateur : École centrale Paris (Châtenay-Malabry)
  - Président : Jean-Louis BATOZ (Université de technologie de Compiègne)
  - Vice-Présidents : Hachmi BEN DHIA, Pierre CHAUCHOT (Institut français de recherche pour l'exploitation de la mer)
- 2003 : 20-23 mai
  - Organisateur : École polytechnique Palaiseau
  - Président : Michel POTIER-FERRY (PLMM Metz)
  - Vice-Présidents : Marc BONNET, André BIGNONNET (Centre technique des industries mécaniques)
- 2005 :17-20 mai
  - Organisateur : ROBERVAL Université de technologie de Compiègne
  - Président : Roger OHAYON (Conservatoire national des arts et métiers)
  - Vice-Présidents : Alain RASSINEUX, Jean-Paul GRELLIER (Délégation générale pour l'Armement)
- 2007 : 21-25 mai
  - Organisateurs : LDTS École nationale d'ingénieurs de Saint-Étienne,LaMCoS Institut national des sciences appliquées de Lyon
  - Président : Alain COMBESCURE (LaMCoS Institut national des sciences appliquées de Lyon)
  - Vice-Présidents : Daniel COUTELLIER (ENSIAME), Philippe GILLES (Areva)
- 2009 : 25-29 mai
  - Organisateur : LMT (École normale supérieure de Cachan)
  - Président : Michel RAOUS (LMA Marseille)
  - Vice-Présidents : Christian REY, Philippe PASQUET (Samtech)
- 2011 : 9-13 mai
  - Organisateur : LMGC (Montpellier)
  - Président : Marc BONNET (LMS École polytechnique)
  - Vice-Présidents : Stéphane PAGANO, Christian CORNUAULT (Dassault Aviation)
- 2013 :  13-17 mai
  - Organisateur : École des Mines - Centre des Matériaux et CEMEF (Paris)
  - Président : Pierre SUQUET (LMA Marseille)
  - Vice-Présidents : Elisabeth MASSONI, Bruno MAHIEUX (SNECMA)
- 2015 :  18-22 mai
  - Organisateur : École Centrale de Nantes: GeM, ENSTA Brest: LMBS, INSA Rennes: LGCGM, Arts et Métiers ParisTech Angers: LAMPA, Université de Bretagne-Sud Lorient: LIMATB, Université de La Rochelle: LASIE
  - Président : Géry De SAXCE (LML Lille)
  - Vice-Présidents : Laurent STAINIER, Stéphane ANDRIEUX (ONERA)
- 2017 : 15-19 mai
  - Organisateurs : IMSIA (EDF, CNRS, CEA, ENSTA ParisTech), LMS (Ecole Polytechnique), CEA (Saclay), ONERA
  - Président : Olivier ALLIX (LMT École Normale supérieure de Cachan)
  - Vice-Présidents : Patrick Le TALLEC (LMS École polytechnique), Laurent ROTA (PSA)
- 2019 : 13-17 mai
  - Organisateur : LEM3 Metz
  - Président : Julien YVONNET (MSME Université de Paris-Est)
  - Vice-Présidents : Michel POTIER-FERRY (LEM3 Université de Lorraine), Frédéric FEYEL (SAFRAN)
- 2022 : 16-20 mai
  - Organisateurs : Arts et Métiers (pour l’animation scientifique), Laboratoire d’Automatique, de Mécanique d’Informatique industrielle et Humaine, Université Polytechnique Hauts-de-France et INSA Hauts-de-France
  - Président : Olivier THOMAS (LISPEN Arts et Métiers)
  - Vice-Présidents : Etienne BALMES (PIMM Arts et Métiers), Ivan IORDANOFF (I2M Arts et Métiers)
- 2024 : 13-17 mai
  - Organisateurs : LMPS, Laboratoire de Mécanique de Paris-Saclay
  - Président : Francisco Chinesta (PIMM Arts et Métiers)
  - Vice-Présidents : Philippe Barabinot (Siemens), Didier Clouteau (LMPS Paris-Saclay)